# XXX - Three Decades in Metal
XXX - Three Decades in Metal è il primo disco solista di Kai Hansen, frontman dei Gamma Ray, pubblicato nel 2016; con questo album si celebrano i tre decenni di carriera del chitarrista tedesco.
Il disco contiene 10 tracce inedite, cantate in duetto con voci celebri del settore Power Metal, un disco aggiuntivo con le stesse canzoni cantate solamente da Hansen e 2 versioni strumentali.
Ad accompagnare Kai nella realizzazione dell'album troviamo alla sezione strumentale: Eike Freese (tecnico dei Gamma Ray) alla chitarra, Daniel Wilding (Carcass) alla batteria e Alex Dietz (Heaven Shall Burn) al basso.
Alla voce si alternano svariati ospiti: Piet Sielck (Iron Savior), Ralf Scheepers (Primal Fear), Michael Kiske (Unisonic), Tobias Sammet (Avantasia, Edguy), Hansi Kürsch (Blind Guardian), Dee Snider (Twisted Sister) solo per citare i più celebri; c'è però anche spazio anche per delle comparsate strumentali, tra cui vanno segnalati l'ex compagno di ventura degli Helloween, Michael Weikath, e il successore di Kai, Roland Grapow, alle chitarre.

## Tracce
1. Born Free - 4:07
2. Enemies of Fun (Ralph Scheepers & Piet Sielck) - 7:58
3. Contract Song (Dee Snider & Steve McT) - 5:32
4. Making Headlines (Tobias Sammet) - 4:23
5. Stranger in Time (Michael Kiske, Frank Beck, Tobias Sammet & Roland Grapow) - 6:02
6. Fire and Ice (Clémentine Delauney, Marcus Bischoff, Richard Sjunnesson & Michael Weikath) - 8:29
7. Left Behind (Alexander Dietz & Clémentine Delauney) - 4:27
8. All or Nothing (Clémentine Delauney) - 5:12
9. Burning Bridges (Eike Freese) - 3:42
10. Follow the Sun (Hansi Kürsch & Tim Hansen) - 4:34
11. Born Free (Karaoke Version) - 4:12
12. Burning Bridges (Karaoke Version) - 3:41

## Stile
Moltissimi i richiami alla band madre di Kai, i Gamma Ray, anche se le sonorità richiamano alla mente più i lavori degli anni '90 che non l'ultimo decennio. Sostanzialmente un disco lontano dalla tradizione metal teutonica, rude e cupo in più passaggi, tendente ad un heavy metal di stampo '80 (molto orientato ai Judas Priest) niente a che vedere con il cosiddetto "happy metal" che fu.

## Formazione
- Kai Hansen – voce, chitarra
- Eike Freese – Chitarra
- Alex Dietz – basso
- Daniel Wilding – batteria

### Ospiti
Strumentisti
- Chitarre soliste
  - Roland Grapow (Masterplan) (traccia 5)
  - Michael Weikath (Helloween) (traccia 6)
  - Alexander Dietz (Heaven Shall Burn) (traccia 7)
  - Tim Hansen (traccia 10)

Cantanti
- Ralf Scheepers (Primal Fear) (traccia 2)
- Piet Sielck (Iron Savior) (traccia 2)
- Dee Snider (Twisted Sister) (traccia 3)
- Steve McT (traccia 3)
- Tobias Sammet (Avantasia, Edguy) (tracce 4, 5)
- Michael Kiske (Unisonic) (traccia 5)
- Frank Beck (Gamma Ray) (traccia 5)
- Clémentine Delauney (Serenity) (tracce 6, 8)
- Marcus Bischoff (Heaven Shall Burn) (traccia 6)
- Richard Sjunnesson (The Unguided) (traccia 6)
- Eike Freese (traccia 9)
- Hansi Kürsch (Blind Guardian) (traccia 10)